# Käärdi (Elva)
Käärdi est une localité de la commune d'Elva, en Estonie.
Au 31 décembre 2011, il compte 551 habitants.